# Уразбахти (Караідельський район)
Уразбахти́ (рос. Уразбахты, башк. Ураҙбаҡты) — присілок у складі Караідельського району Башкортостану, Росія. Входить до складу Караідельської сільської ради.
Населення — 101 особа (2010; 101 у 2002).
Національний склад:
- башкири — 97 %